# Jean-Paul d'Angosse
Pour les articles homonymes, voir Angosse.
Jean-Paul d'Angosse de Corbères est un militaire, maître de forges et homme politique français, né le 18 juin 1732 à Lembeye (Pyrénées-Atlantiques) et décédé le 3 mars 1798 à Arthez-d'Asson (Pyrénées-Atlantiques).
Jean-Paul d'Angosse est aussi connu comme Jean-Paul, marquis d'Angosse. Sous la Révolution : Jean-Paul Dangosse.

## Carrière d'officier
Jean-Paul d'Angosse est le fils d'Étienne, baron d'Angosse (1693-1785), et de Marie d'Incamps de Louvie (c.1690-1748). Il suivit d'abord les traces de son père en choisissant le métier des armes. Il entra en 1752 dans la première compagnie des mousquetaires du roi. En 1754, il passa dans le régiment du Roi-Infanterie, avec lequel il prit part à la Guerre de Sept Ans, et notamment aux batailles de Hastenbeck (1757) et Bataille de Minden (1759). Il s'éleva aux grades de sous-lieutenant, lieutenant, maître de camp de cavalerie (1768), colonel (1773) et finalement maréchal de camp (1784). De santé délicate, Jean-Paul d'Angosse semble s'être tenu loin des champs de bataille pendant la majeure partie de sa carrière militaire. En 1780, il ne rejoignit pas son régiment, le régiment de Cambrésis, parti en Amérique.
Le 21 novembre 1768, Jean-Paul d'Angosse épousa Louise-Pétronille d'Usson de Bonnac (c.1749-1814), fille du marquis de Bonnac, riche propriétaire de forges dans le Comté de Foix et lieutenant-général des armées du roi. En 1772, à la mort de César, marquis d'Incamps, son oncle, Jean-Paul d'Angosse hérita de tous ses biens, dont une mine de fer, des bois et plusieurs forges dans la vallée de l'Ouzom, ainsi que du titre de marquis de Louvie. Il hérita de son père, mort en 1785, des terres en Bigorre et dans le Vic-Bilh. Il exerçait les fonctions, surtout honorifiques, de sénéchal et gouverneur d'Armagnac.

## Maître de forges
En 1789, le marquis d'Angosse présida l'assemblée générale des trois ordres de la sénéchaussée d'Armagnac, réunie à Lectoure. Il y fut élu député de la noblesse d'Armagnac aux États généraux, mais ne joua qu'un rôle très effacé dans cette assemblée. En août 1791, alors qu'il était à Paris, sa femme et son fils aîné, Charles, émigrèrent en Espagne, puis au Portugal. Deux ans plus tard, un maître de forges concurrent réussit à obtenir de l'administration le partage de la riche mine de fer de Baburet. Bien que « suspect » en tant que père d'émigré, Jean-Paul d'Angosse conserva sa liberté pendant la Terreur, car il fournissait en fer l'Armée des Pyrénées occidentales et bénéficia à ce titre de la protection des autorités militaires.
La loi du 9 floréal an III permettait aux parents d'émigrés de partager leurs biens, la part de l'enfant émigré allant à l'État. C'est ce que fit Jean-Paul d'Angosse, abandonnant ainsi une maison qu'il possédait à Paris. Il réussit par la suite à obtenir du Conseil des Cinq-Cents la cassation de l'arrêté qui avait partagé sa mine de fer. Mais il mourut peu après, le 3 mars 1798.

## Descendance
Jean-Paul d'Angosse eut huit enfants, dont quatre moururent jeunes. Étiennette (1772-1793), épousa le marquis d'Uhart ; Charles (1774-1835) et Armand (1776-1852) portèrent le titre de marquis d'Angosse, et Casimir (1779-1838) celui de baron d'Angosse.

## Sources
- François-Alexandre Aubert de la Chesnaye des Bois, Recueil de généalogies, pour servir de suite au dictionnaire de la noblesse, tome XIII, Paris, Badiez éditeur, 1783, pp. 88-89.
- J.-B. Laborde, « La mine de fer de Baburet et les anciennes forges de la vallée de l'Ouzoum », La Patriote des Pyrénées, 27-28 juillet 1930.
- Diane de Maynard, La descendance de Jean-Paul, marquis d'Angosse (1732-1798), Paris, éd. Christian, 1998.
- Pierre Machot, L'industrie sidérurgique dans les Pyrénées occidentales (1803-1868), Thèse d'histoire, Paris I Panthéon Sorbonne, 2000.
- « Jean-Paul d'Angosse », dans Adolphe Robert et Gaston Cougny, Dictionnaire des parlementaires français, Edgar Bourloton, 1889-1891 [détail de l’édition]